# Lloret d'Edwards
El lloret d'Edwards (Psittaculirostris edwardsii) és una espècie d'ocell de la família dels psitàcids que habita la selva humida i ciutats del nord-est de Nova Guinea.

## Descripció
Un lloro de mida mitjana amb una constitució robusta i cua curta, mesura 18 cm de llargada. El mascle adult té les ales, l'esquena i la cua de color verd brillant. Les plomes de les galtes i les cobertores de les orelles són llargues i estretes, donant a la cara un aspecte arrugat. Les plomes de les galtes són vermelles i les cobertores de les orelles de color groc daurat. La gola i el pit són vermells amb una banda blau fosc-negra a la part superior del pit. El bec és d'un color gris fosc-negre i l'iris vermell. Les potes són de color gris fosc. La femella adulta és similar, però té una banda blau fosc més ampla al pit, que, d'altra banda, és verd-groc. Els ocells immadurs s'assemblen a la femella.
Els reclams inclouen un screett o zseet agut, i un ks curt i agut, descrit com a "monedes que cauen sobre el formigó".

## Distribució i hàbitat
El lloret d'Edwards està restringit al nord-est de Nova Guinea, on es troba des de la badia Yos Sudarso i Vanimo cap a l'est fins al golf de Huon. Comú dins de l'àrea de distribució, es troba en boscos de terres baixes i zones desforestades.

## Comportament
Els ocells es troben en grups individuals o de parelles, tot i que grups de fins a 35 individus poden reunir-se en arbres fruiters. El plomatge predominantment verd els fa difícils de detectar contra el fullatge. S'ha vist alimentant-se amb llorets dobleull (Cyclopsitta diophthalma), coloms de la fruita (Ptilinopus), menjamels (Meliphagidae) i estornells. Consumeixen fruita, incloses les figues. La nidificació té lloc en petits forats a la part alta dels arbres grossos, tot i que se sap poc sobre aquest aspecte del comportament.

## Taxonomia
El lloret d'Edwards va ser descrit per primera vegada pel zoòleg francès Émile Oustalet el 1885, i anomenat així en honor del naturalista francès Alphonse Milne-Edwards.
És un espècie monotípica i una de les tres espècies del gènere Psittaculirostris.